# Saint-Pierre-de-Côle
Pour les articles homonymes, voir Saint-Pierre.
Saint-Pierre-de-Côle est une commune française située dans le département de la Dordogne, en région Nouvelle-Aquitaine.

## Géographie

### Généralités
Dans le quart nord-est du département de la Dordogne, en Périgord central, Saint-Pierre-de-Côle est une commune rurale qui fait partie de l'aire d'attraction de Thiviers. Elle est arrosée par la Côle, un important affluent de la Dronne.
À l'intersection des routes départementales 68 et 78, en rive gauche de la Côle, le bourg de Saint-Pierre-de-Côle est situé, en distances orthodromiques, onze kilomètres au sud-ouest de Thiviers et à égale distance à l'est de Brantôme, ainsi qu'à vingt-deux kilomètres au nord de Périgueux.

### Communes limitrophes
Saint-Pierre-de-Côle est limitrophe de six autres communes. Au nord-est, son territoire est distant d'environ 500 mètres de ceux de Saint-Romain-et-Saint-Clément et Thiviers.
| Villars             |                      | Saint-Jean-de-Côle |
| La Chapelle-Faucher | Saint-Pierre-de-Côle | Vaunac             |
|                     | Saint-Front-d'Alemps | Lempzours          |

### Géologie et relief

#### Géologie
Situé sur la plaque nord du Bassin aquitain et bordé à son extrémité nord-est par une frange du Massif central, le département de la Dordogne présente une grande diversité géologique. Les terrains sont disposés en profondeur en strates régulières, témoins d'une sédimentation sur cette ancienne plate-forme marine. Le département peut ainsi être découpé sur le plan géologique en quatre gradins différenciés selon leur âge géologique. Saint-Pierre-de-Côle est située dans le deuxième gradin à partir du nord-est, un plateau formé de roches calcaires très dures du Jurassique que la mer a déposées par sédimentation chimique carbonatée, en bancs épais et massifs.
Les couches affleurantes sur le territoire communal sont constituées de formations superficielles du Quaternaire et de roches sédimentaires datant pour certaines du Cénozoïque, et pour d'autres du Mésozoïque. La formation la plus ancienne, notée j2-3, date du Bajocien supérieur au Bathonien inférieur, composée de calcaires oolithiques blancs à ciment cristallin et à stratifications planes, entrecroisées ou obliques, évoluant en alternance avec un calcaire bioclastique beige oolithique à pelletoïdes, calcaire blanc crayeux. La formation la plus récente, notée CFp, fait partie des formations superficielles de type colluvions indifférenciées de versant, de vallon et plateaux issues d'alluvions, molasses, altérites. Le descriptif de ces couches est détaillé dans  les feuilles « no 735 - Thiviers » et « no 759 - Périgueux (est) » de la carte géologique au 1/50 000 de la France métropolitaine, et leurs notices associées,.

Carte géologique de Saint-Pierre-de-Côle.

#### Relief et paysages
Le département de la Dordogne se présente comme un vaste plateau incliné du nord-est (491 m, à la forêt de Vieillecour dans le Nontronnais, à Saint-Pierre-de-Frugie) au sud-ouest (2 m à Lamothe-Montravel). L'altitude du territoire communal varie quant à elle entre 119 mètres et 237 mètres,.
Dans le cadre de la Convention européenne du paysage entrée en vigueur en France le 1er juillet 2006, renforcée par la loi du 8 août 2016 pour la reconquête de la biodiversité, de la nature et des paysages, un atlas des paysages de la Dordogne a été élaboré sous maîtrise d’ouvrage de l’État et publié en octobre 2020. Les paysages du département s'organisent en huit unités paysagères,. La commune fait partie du Périgord central, un paysage vallonné, aux horizons limités par de nombreux bois, plus ou moins denses, parsemés de prairies et de petits champs.
La superficie cadastrale de la commune publiée par l'Insee, qui sert de référence dans toutes les statistiques, est de 19,85 km2,,. La superficie géographique, issue de la BD Topo, composante du Référentiel à grande échelle produit par l'IGN, est quant à elle de 20,67 km2.

### Hydrographie

#### Réseau hydrographique
La commune est située dans le bassin de la Dordogne au sein du bassin Adour-Garonne. Elle est drainée par la Côle et par divers petits cours d'eau, qui constituent un réseau hydrographique de 13,5 km de longueur totale,.
La Côle, d'une longueur totale de 51,53 km, prend sa source dans la commune de Firbeix et se jette dans la Dronne en rive gauche, en limite de Brantôme en Périgord et de Condat-sur-Trincou. Elle traverse la commune du nord au sud-ouest sur plus de sept kilomètres, dont un kilomètre en limite de La Chapelle-Faucher.

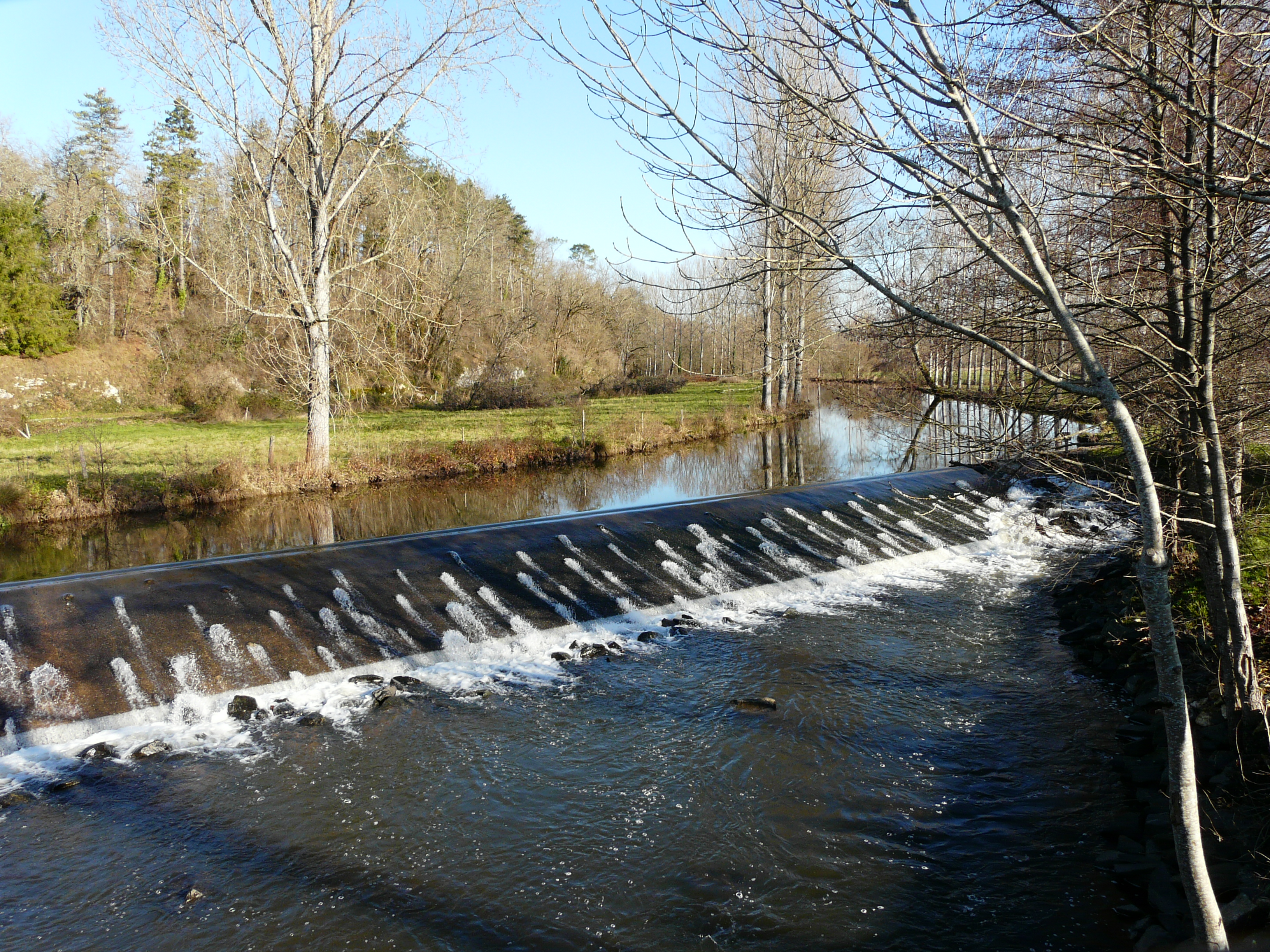
La Côle au pont de la RD 68 (vue prise vers l'amont).
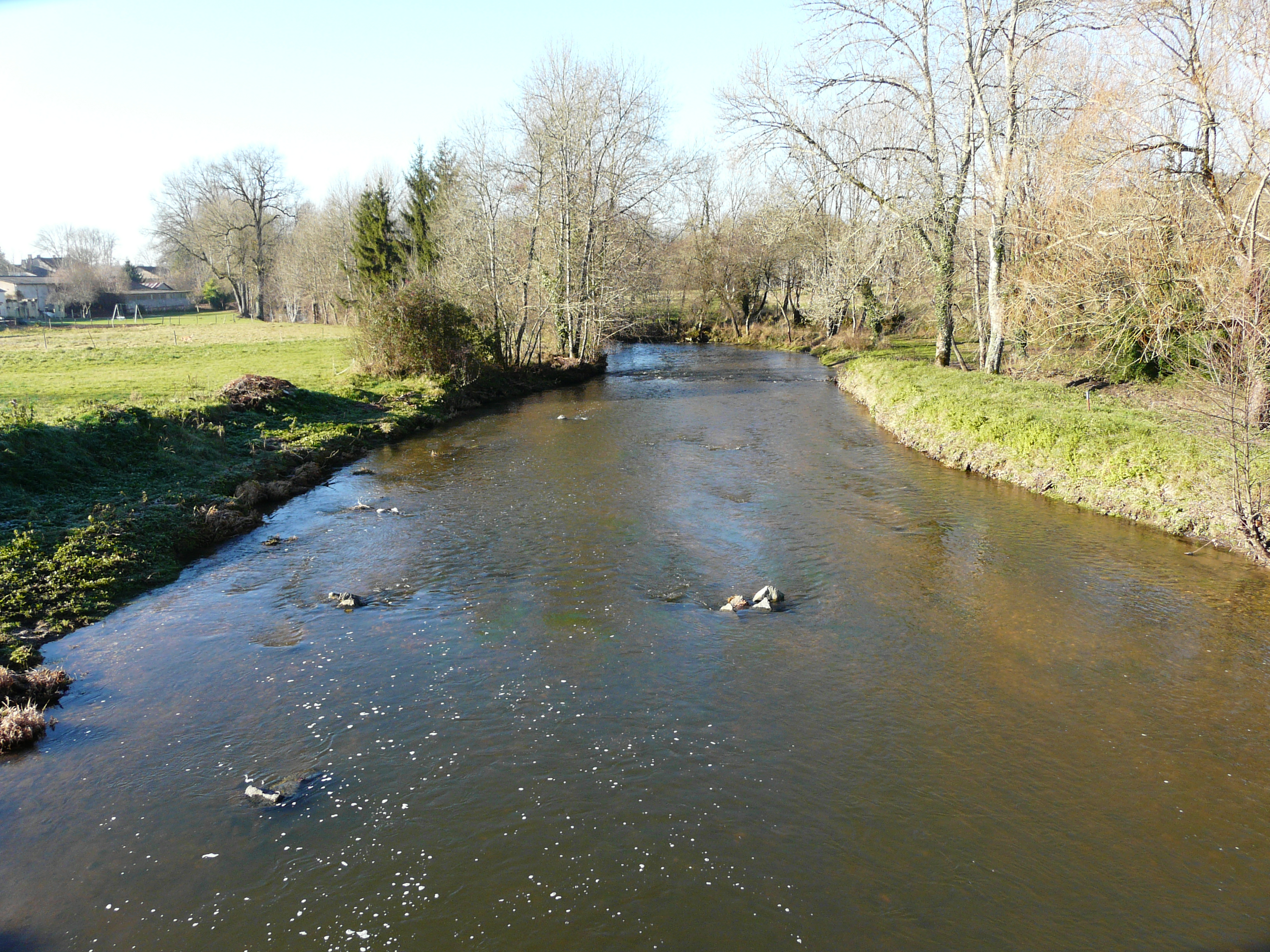
Même lieu, vue prise vers l'aval.
Réseaux hydrographique et routier de Saint-Pierre-de-Côle.

#### Gestion et qualité des eaux
Le territoire communal est couvert par le schéma d'aménagement et de gestion des eaux (SAGE) « Isle - Dronne ». Ce document de planification, dont le territoire regroupe les bassins versants de l'Isle et de la Dronne, d'une superficie de 7 500 km2, a été approuvé le 2 août 2021. La structure porteuse de l'élaboration et de la mise en œuvre est l'établissement public territorial de bassin de la Dordogne (EPIDOR). Il définit sur son territoire les objectifs généraux d’utilisation, de mise en valeur et de protection quantitative et qualitative des ressources en eau superficielle et souterraine, en respect des objectifs de qualité définis dans le troisième SDAGE  du Bassin Adour-Garonne qui couvre la période 2022-2027, approuvé le 10 mars 2022.
La qualité des eaux de baignade et des cours d’eau peut être consultée sur un site dédié géré par les agences de l’eau et l’Agence française pour la biodiversité.

### Climat
Pour des articles plus généraux, voir Climat de la Nouvelle-Aquitaine et Climat de la Dordogne.
En 2010, le climat de la commune est de type climat océanique altéré, selon une étude s'appuyant sur une série de données couvrant la période 1971-2000. En 2020, Météo-France publie une typologie des climats de la France métropolitaine dans laquelle la commune est toujours exposée à un climat océanique altéré et est dans la région climatique  Aquitaine, Gascogne, caractérisée par une pluviométrie abondante au printemps, modérée en automne, un faible ensoleillement au printemps, un été chaud (19,5 °C), des vents faibles, des brouillards fréquents en automne et en hiver et des orages fréquents en été (15 à 20 jours).
Pour la période 1971-2000, la température annuelle moyenne est de 12 °C, avec  une amplitude thermique annuelle de 15,2 °C. Le cumul annuel moyen de précipitations est de 938 mm, avec 13 jours de précipitations en janvier et 7,3 jours en juillet. Pour la période 1991-2020, la température moyenne annuelle observée sur la station météorologique de Météo-France la plus proche, sur la commune de Saint-Martin-de-Fressengeas à 9 km à vol d'oiseau, est de 12,4 °C et le cumul annuel moyen de précipitations est de 1 050,4 mm,. 
La température maximale relevée sur cette station est de 38,9 °C, atteinte le 7 août 2020 ; la température minimale est de −11,8 °C, atteinte le 9 février 2012.
Pour afficher une liste d’indicateurs climatiques caractérisant la commune aux horizons 2030, 2050 et 2100 et pouvoir ainsi s'adapter aux changements climatiques, entrer son nom dans Climadiag-commune, un site de Météo-France élaboré à partir des nouvelles projections climatiques de référence DRIAS-2020.

## Urbanisme

### Typologie
Au 1er janvier 2024, Saint-Pierre-de-Côle est catégorisée commune rurale à habitat très dispersé, selon la nouvelle grille communale de densité à 7 niveaux définie par l'Insee en 2022.
Elle est située hors unité urbaine. Par ailleurs la commune fait partie de l'aire d'attraction de Thiviers, dont elle est une commune de la couronne,. Cette aire, qui regroupe 10 communes, est catégorisée dans les aires de moins de 50 000 habitants,.

### Occupation des sols
L'occupation des sols de la commune, telle qu'elle ressort de la base de données européenne d’occupation biophysique des sols Corine Land Cover (CLC), est marquée par l'importance des forêts et milieux semi-naturels (55,5 % en 2018), en diminution par rapport à 1990 (57 %). La répartition détaillée en 2018 est la suivante : 
forêts (50,8 %), zones agricoles hétérogènes (33,1 %), prairies (9,7 %), milieux à végétation arbustive et/ou herbacée (4,8 %), mines, décharges et chantiers (1,7 %). L'évolution de l’occupation des sols de la commune et de ses infrastructures peut être observée sur les différentes représentations cartographiques du territoire : la carte de Cassini (XVIIIe siècle), la carte d'état-major (1820-1866) et les cartes ou photos aériennes de l'IGN pour la période actuelle (1950 à aujourd'hui).

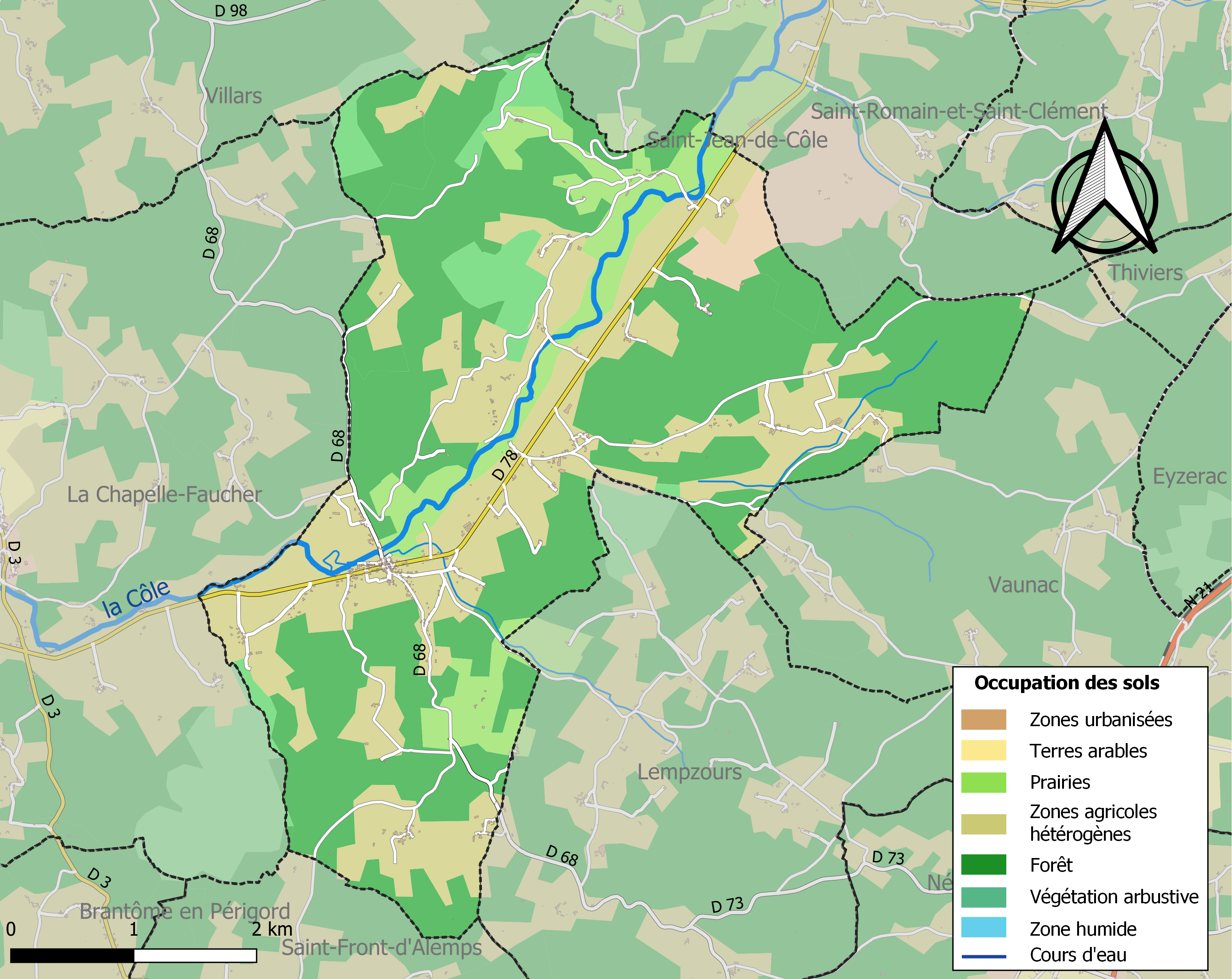
Carte des infrastructures et de l'occupation des sols de la commune en 2018 (CLC).

### Prévention des risques
Le territoire de la commune de Saint-Pierre-de-Côle est vulnérable à différents aléas naturels : météorologiques (tempête, orage, neige, grand froid, canicule ou sécheresse), inondations, feux de forêts, mouvements de terrains et séisme (sismicité très faible). Un site publié par le BRGM permet d'évaluer simplement et rapidement les risques d'un bien localisé soit par son adresse soit par le numéro de sa parcelle.
Certaines parties du territoire communal sont susceptibles d’être affectées par le risque d’inondation par débordement de cours d'eau, notamment la Côle. La commune a été reconnue en état de catastrophe naturelle au titre des dommages causés par les inondations et coulées de boue survenues en 1982, 1988, 1999 et 2007,.
Saint-Pierre-de-Côle est exposée au risque de feu de forêt. L’arrêté préfectoral du 14 mars 2013 fixe les conditions de pratique des incinérations et de brûlage dans un objectif de réduire le risque de départs d’incendie. À ce titre, des périodes sont déterminées : interdiction totale du 15 février au 15 mai et du 15 juin au 15 octobre, utilisation réglementée du 16 mai au 14 juin et du 16 octobre au 14 février. En septembre 2020, un plan inter-départemental de protection des forêts contre les incendies (PidPFCI) a été adopté pour la période 2019-2029,.

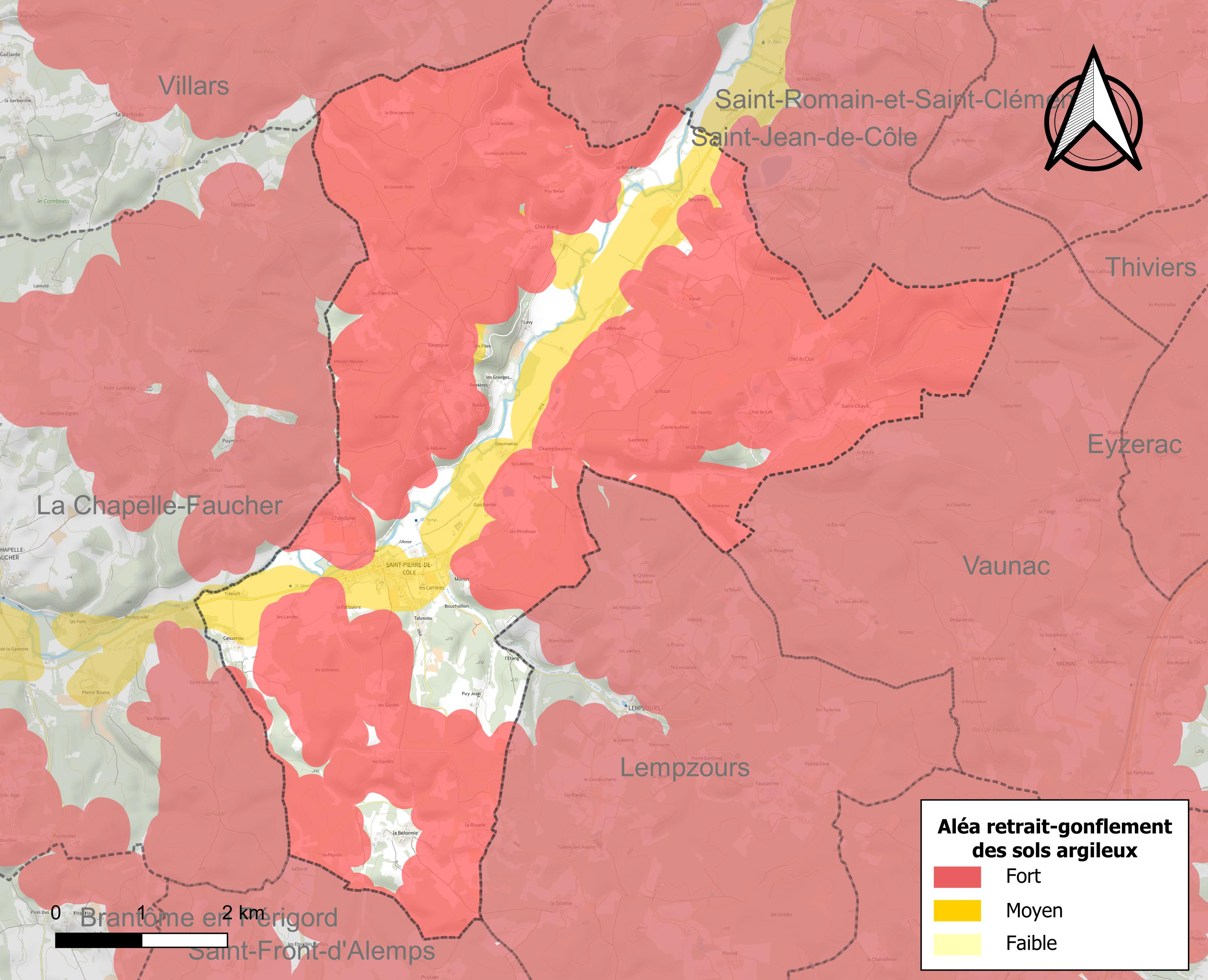
Carte des zones d'aléa retrait-gonflement des sols argileux de Saint-Pierre-de-Côle.

Les mouvements de terrains susceptibles de se produire sur la commune sont des affaissements et effondrements liés aux cavités souterraines (hors mines) et des tassements différentiels. Afin de mieux appréhender le risque d’affaissement de terrain, un inventaire national permet de localiser les éventuelles cavités souterraines sur la commune. Le retrait-gonflement des sols argileux est susceptible d'engendrer des dommages importants aux bâtiments en cas d’alternance de périodes de sécheresse et de pluie. 88,1 % de la superficie communale est en aléa moyen ou fort (58,6 % au niveau départemental et 48,5 % au niveau national métropolitain). Depuis le 1er octobre 2020, en application de la loi ÉLAN, différentes contraintes s'imposent aux vendeurs, maîtres d'ouvrages ou constructeurs de biens situés dans une zone classée en aléa moyen ou fort,.
La commune a été reconnue en état de catastrophe naturelle au titre des dommages causés par la sécheresse en 1989, 1991, 1992, 1995 et 2003 et par des mouvements de terrain en 1999.

## Toponymie
Le nom de Saint-Pierre-de-Côle fait référence à l'apôtre saint Pierre et à la Côle, la rivière qui l'arrose.
En occitan, la commune porte le nom de Sent Peir de Còla.

## Histoire
La première mention écrite connue du village apparaît à la fin du XIIe siècle sous la forme Sanctus Petrus de Cola.
Au XIIIe siècle, Saint Pierre de Côle était l'une des vingt-sept paroisses dépendant de l'archiprêtré de Condat dont le siège se situait à Champagnac.
Sur la carte de Cassini représentant la France entre 1756 et 1789, le village est identifié sous le nom de Saint Pierre de Colle.

## Politique et administration

### Rattachements administratifs
La commune de Saint-Pierre-de-Côle est rattachée, dès 1790, au canton de Thiviers qui dépendait du district d'Excideuil. En 1800, les districts sont supprimés. Le canton est alors rattaché à l'arrondissement de Nontron.

### Intercommunalité
Au 1er janvier 2002, Saint-Pierre-de-Côle intègre dès sa création la communauté de communes du Pays thibérien. Au 1er janvier 2017, celle-ci est dissoute et ses communes — hormis Sorges et Ligueux en Périgord — rejoignent la communauté de communes des Marches du Périg'Or Limousin Thiviers-Jumilhac qui, en octobre 2017 prend le nom de communauté de communes Périgord-Limousin.

### Administration municipale
La population de la commune étant comprise entre 100 et 499 habitants au recensement de 2017, onze conseillers municipaux ont été élus en 2020,.

### Liste des maires
| Période                                  | Période              | Identité                         | Étiquette | Qualité                                         |
| ---------------------------------------- | -------------------- | -------------------------------- | --------- | ----------------------------------------------- |
| Les données manquantes sont à compléter. |                      |                                  |           |                                                 |
|                                          |                      |                                  |           |                                                 |
| (1844 ou avant)                          | 1852                 | Antoine Pierre Prosper Deplaigne |           |                                                 |
| 1852                                     | 1855                 | Charles Clugniac                 |           |                                                 |
| 1855                                     | septembre 1863       | Du Verneuil                      |           |                                                 |
| septembre 1863                           | (entre 1872 et 1874) | Antoine Pierre Prosper Deplaigne |           |                                                 |
| ?                                        | janvier 1874         | Maury (fils)                     |           |                                                 |
| janvier 1874                             | mai 1879             | (Jacques) Charles Clugniac       |           |                                                 |
| mai 1879                                 | (1880 ou 1881)       | François Queyroy                 |           | Boucher                                         |
| janvier 1881                             | mai 1884             | Pierre Maury                     |           |                                                 |
| mai 1884                                 | mai 1908             | Louis Du Verneuil (fils)         |           |                                                 |
| mai 1908                                 | mai 1912             | Pierre Chavanou                  |           | Instituteur en retraite                         |
| mai 1912                                 | (1918 ou 1919)       | Alexandre Amblard                |           |                                                 |
| (1918 ou 1919)                           | décembre 1919        | Pierre Chavanou                  |           | Conseiller municipal faisant fonctions de maire |
| décembre 1919                            | (1919 ou 1920)       | Pierre Chavanou                  |           | Instituteur en retraite                         |
| (1919 ou 1920)                           | avril 1920           | François Lacour                  |           | Adjoint faisant fonctions de maire              |
| avril 1920                               | mai 1935             | François Lacour                  |           | Négociant                                       |
| mai 1935                                 | septembre 1941       | Henri Barbut                     |           | Négociant                                       |
| octobre 1941                             | septembre 1945       | Jean-Marie Hellier du Verneuil   |           | Administrateur de biens                         |
|                                          |                      | ?                                |           |                                                 |
| mai 1953                                 | ?                    | Roger Tallet                     | SFIO      |                                                 |
|                                          |                      | ?                                |           |                                                 |
| (1965 ou avant)                          | 1969                 | Maurice Desthomas                |           | Retraité                                        |
| août 1969                                | mars 1983            | Jean Dubain                      |           |                                                 |
| mars 1983                                | mars 1989            | Charles Colin                    |           |                                                 |
| mars 1989                                | mars 2001            | René Buis                        |           |                                                 |
| mars 2001                                | mars 2008            | Jean Dubain                      |           | Retraité                                        |
| mars 2008                                | avril 2014           | Gérard Fleurat-Lessard           | SE        | Retraité des assurances                         |
| avril 2014 (réélu en mai 2020)           | En cours             | Franck Besse                     |           |                                                 |

## Équipements et services publics

### Justice
En 2023, dans le domaine judiciaire, Saint-Pierre-de-Côle relève : 
- du tribunal judiciaire, du tribunal pour enfants, du conseil de prud'hommes et du tribunal de commerce de Périgueux ;
- du pôle Nationalité du tribunal judiciaire de Périgueux (compétent uniquement dans le domaine de la nationalité) ;
- de la cour d'appel, du tribunal administratif et de la  cour administrative d'appel de Bordeaux.

## Population et société

### Démographie
Les habitants de Saint-Pierre-de-Côle sont les Pétrus-Coliens.
L'évolution du nombre d'habitants est connue à travers les recensements de la population effectués dans la commune depuis 1793. Pour les communes de moins de 10 000 habitants, une enquête de recensement portant sur toute la population est réalisée tous les cinq ans, les populations de référence des années intermédiaires étant quant à elles estimées par interpolation ou extrapolation. Pour la commune, le premier recensement exhaustif entrant dans le cadre du nouveau dispositif a été réalisé en 2007.

En 2022, la commune comptait 428 habitants, en évolution de −4,46 % par rapport à 2016 (Dordogne : +0,37 %, France hors Mayotte : +2,11 %).
| 1793 | 1800  | 1806 | 1821 | 1831  | 1836  | 1841  | 1846 | 1851  |
| ---- | ----- | ---- | ---- | ----- | ----- | ----- | ---- | ----- |
| 888  | 1 016 | 886  | 985  | 1 048 | 1 076 | 1 028 | 932  | 1 030 |

| 1856 | 1861  | 1866  | 1872  | 1876  | 1881  | 1886  | 1891  | 1896 |
| ---- | ----- | ----- | ----- | ----- | ----- | ----- | ----- | ---- |
| 985  | 1 069 | 1 148 | 1 144 | 1 155 | 1 198 | 1 125 | 1 048 | 995  |

| 1901 | 1906 | 1911 | 1921 | 1926 | 1931 | 1936 | 1946 | 1954 |
| ---- | ---- | ---- | ---- | ---- | ---- | ---- | ---- | ---- |
| 923  | 942  | 909  | 798  | 799  | 698  | 726  | 716  | 605  |

| 1962 | 1968 | 1975 | 1982 | 1990 | 1999 | 2006 | 2007 | 2012 |
| ---- | ---- | ---- | ---- | ---- | ---- | ---- | ---- | ---- |
| 558  | 539  | 507  | 490  | 464  | 448  | 445  | 445  | 478  |

| 2017 | 2022 | - | - | - | - | - | - | - |
| ---- | ---- | - | - | - | - | - | - | - |
| 430  | 428  | - | - | - | - | - | - | - |

Après un maximum de 1 198 habitants atteint en 1881, la population de la commune est passée sous le seuil des 1 000 habitants à la fin du XIXe siècle et n'a quasiment pas cessé de décroître de 1936 à 2020.

### Manifestations culturelles et festivités
Chaque année sur un week-end au mois d'octobre, « Festival médiéval de la Côle » sur la culture médiévale avec différentes manifestations dans le bourg et aux châteaux de Bruzac (16e édition en 2024).

## Économie

### Emploi
En 2015, parmi la population communale comprise entre 15 et 64 ans, les actifs représentent 193 personnes, soit 41,3 % de la population municipale. Le nombre de chômeurs (vingt-huit) a augmenté par rapport à 2010 (dix-neuf) et le taux de chômage de cette population active s'établit à 14,6 %.

### Établissements
Au 31 décembre 2015, la commune compte cinquante-trois établissements, dont vingt au niveau des commerces, transports ou services, quatorze dans l'industrie, neuf dans la construction, six dans l'agriculture, la sylviculture ou la pêche, et quatre relatifs au secteur administratif, à l'enseignement, à la santé ou à l'action sociale.

### Entreprises
En 2015, l'entreprise Recymap s'installe sur la commune, en bordure de la route menant de Doumarias à Vaunac, dans un vallon asséché en temps normal ; elle s'occupe du recyclage des matières plastiques principalement collectées dans les déchetteries du département. En décembre 2017, elle est mise en liquidation judiciaire et le site reste avec de nombreux déchets stockés à l'air libre, dont certains peuvent s'envoler lorsqu'il y a du vent. L'ancien propriétaire comme le mandataire judiciaire n'ont pu assainir le site, faute de moyens financiers suffisants. Début février 2021, un épisode de fortes pluies entraîne l'inondation du vallon et donc du site : certains déchets se trouvent alors déplacés dans les parcelles environnantes, et par ruissellement se trouvent emportés jusqu'à la Côle qui coule en contrebas, à environ 450 mètres vers l'ouest. Selon une annonce de la préfecture, une grande partie des déchets a été transférée vers des installations classées et les trente tonnes restantes devraient être évacuées fin juin 2021.

## Culture locale et patrimoine

### Lieux et monuments
- Château de Bruzac (ruines du), XIIe, XVe et XVIe siècles, inscrit au titre des monuments historiques depuis 1948[64], visitable[65]. Il s'agit en fait des ruines de deux châteaux sur le même site
- Chapelle des Ladres, XVe siècle, inscrite depuis 1948, propriété privée[66]
- Église Saint-Pierre-ès-Liens, romane des XIe et XIIe siècles, inscrite depuis 1926[67]

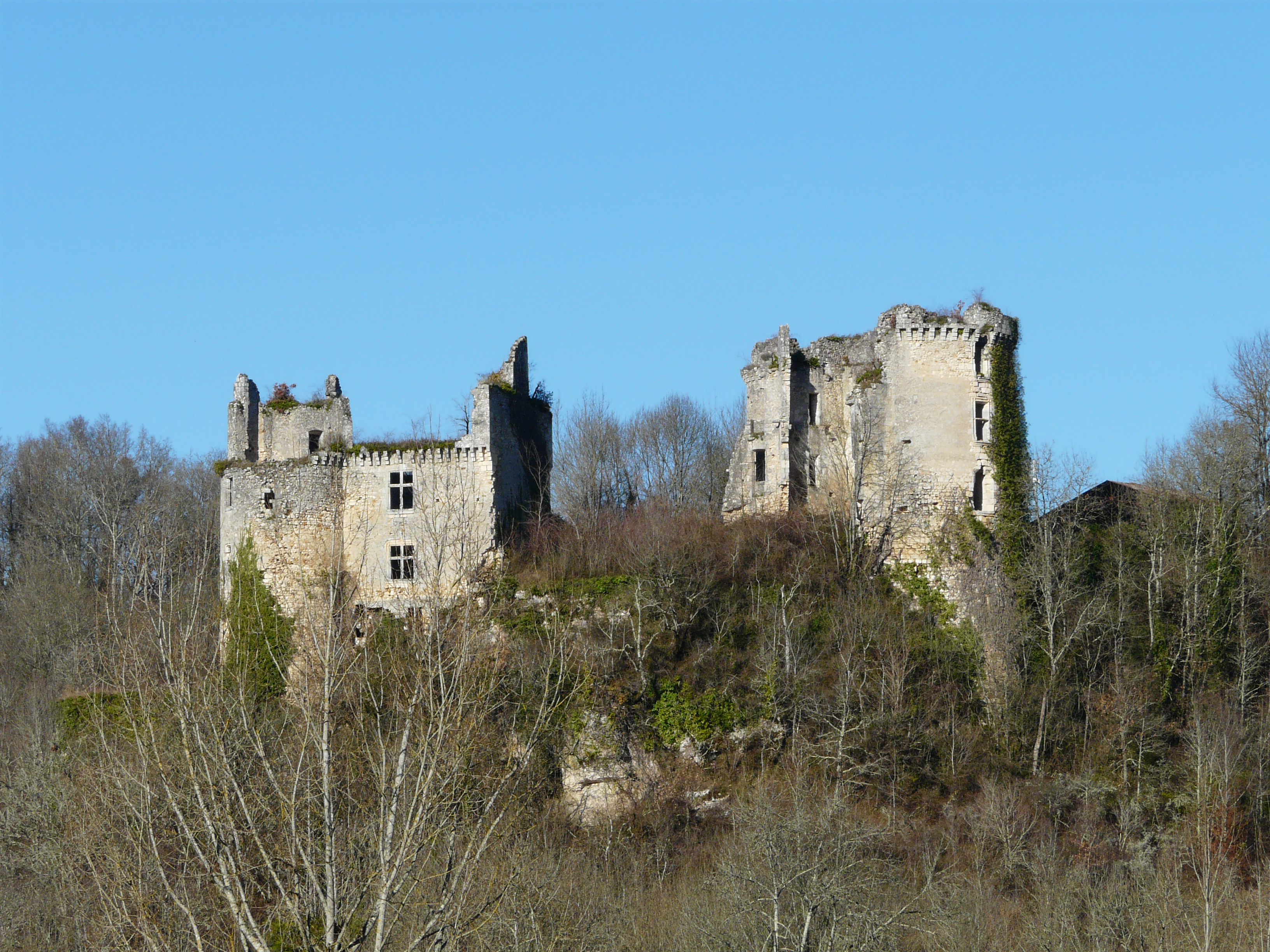
Les ruines des châteaux de Bruzac.
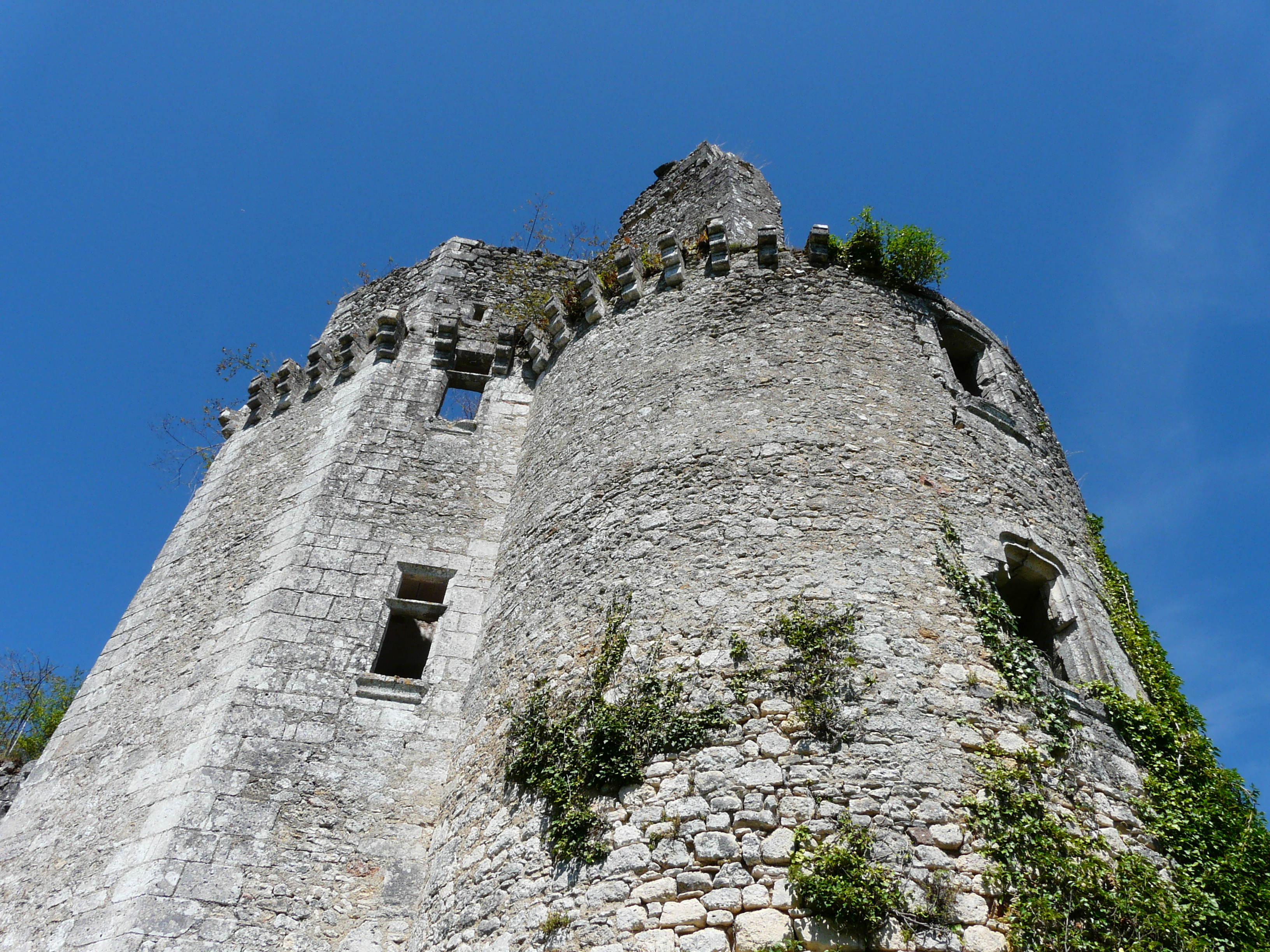
Les ruines du château de Bas-Bruzac.
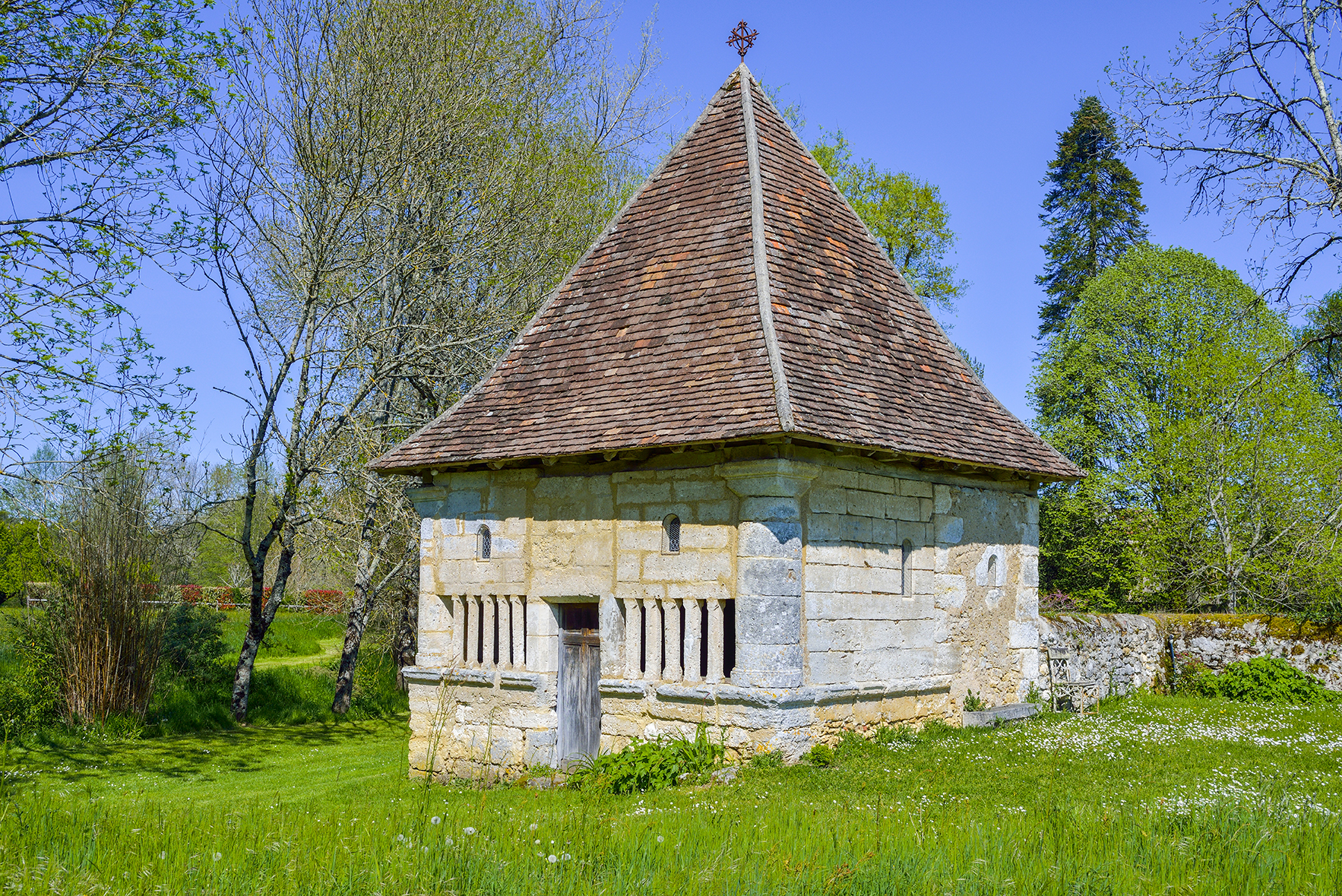
La chapelle des Ladres de Bruzac à Doumarias.
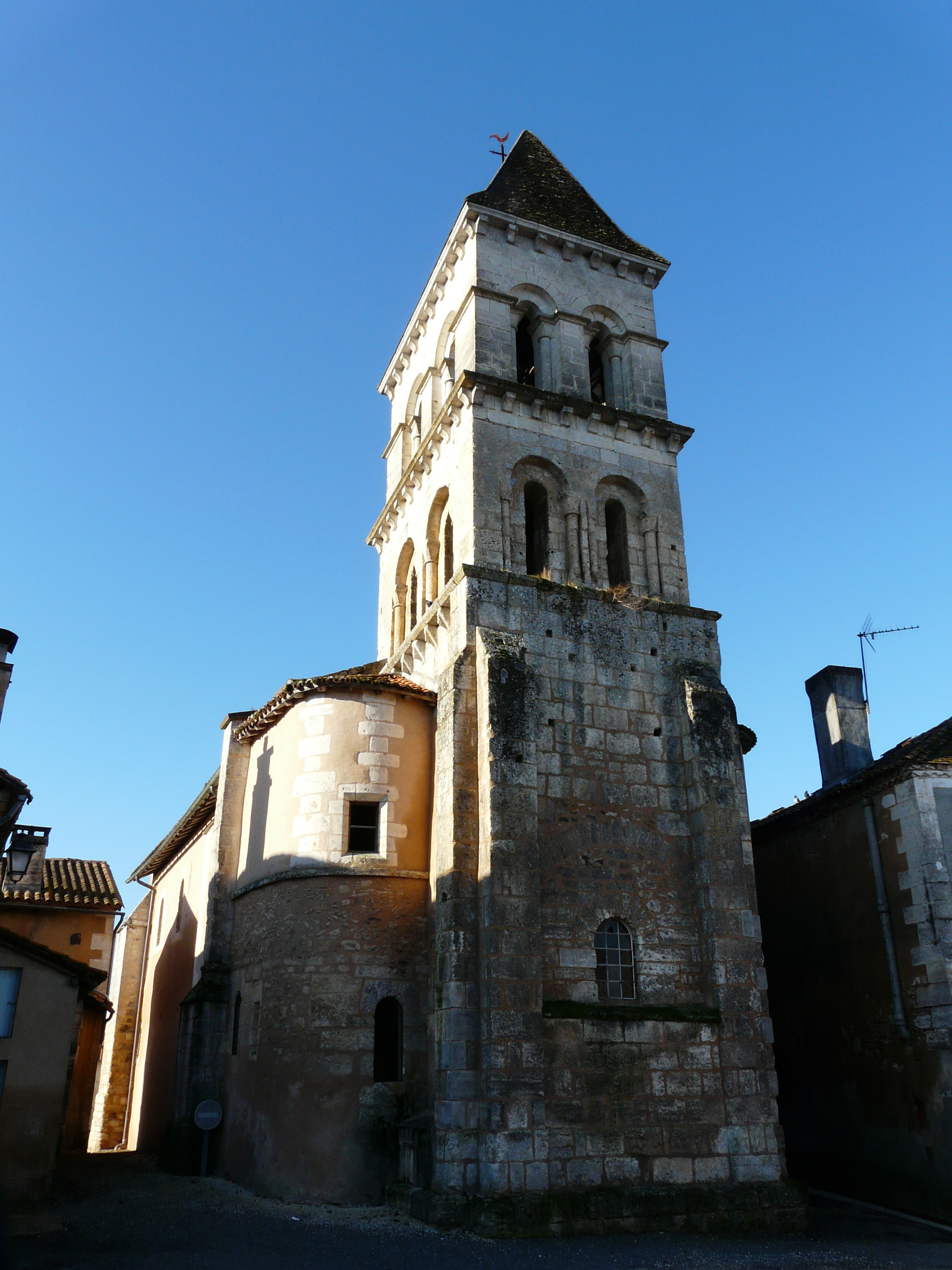
Le chevet de l'église.
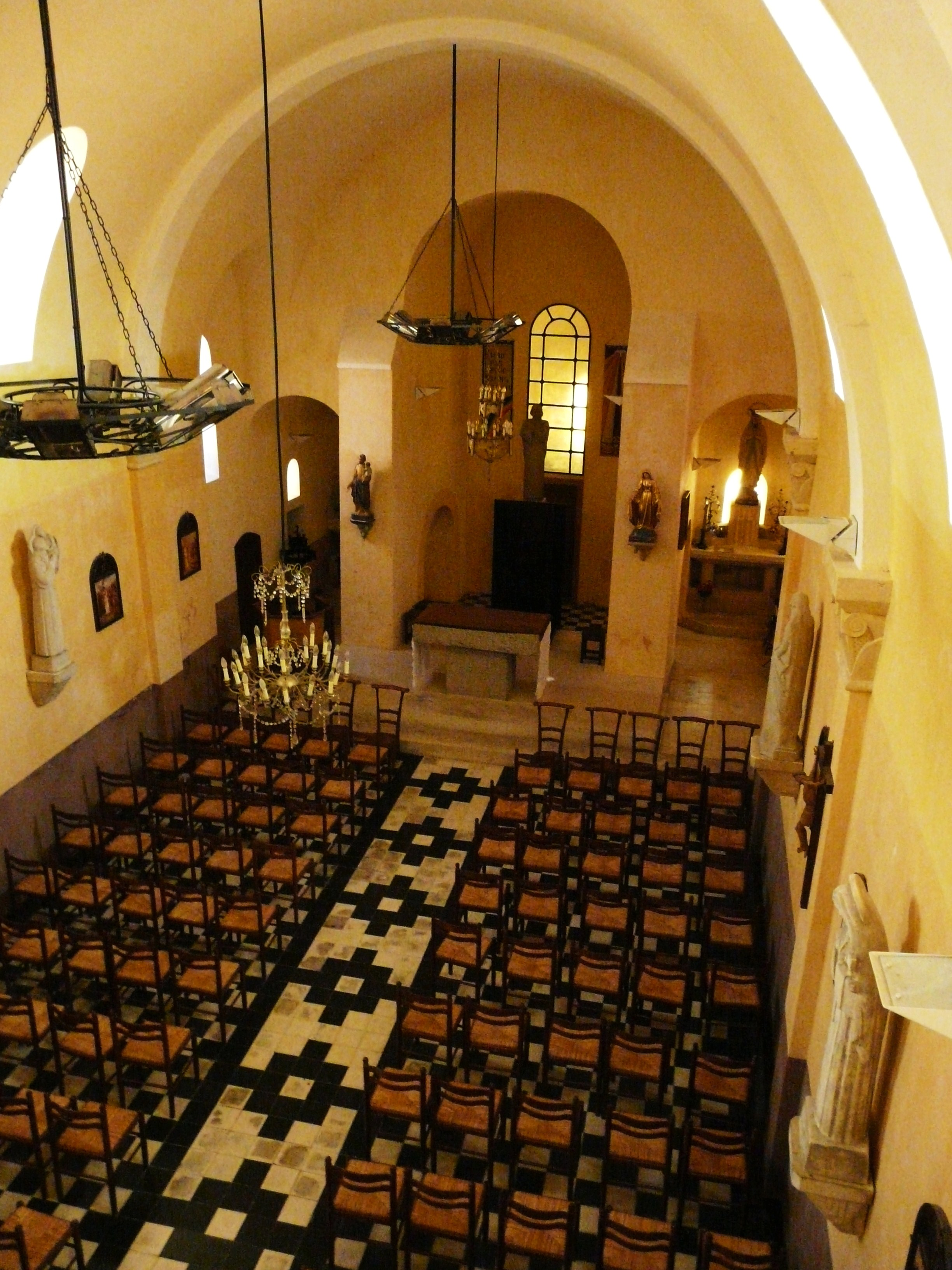
La nef de l'église.
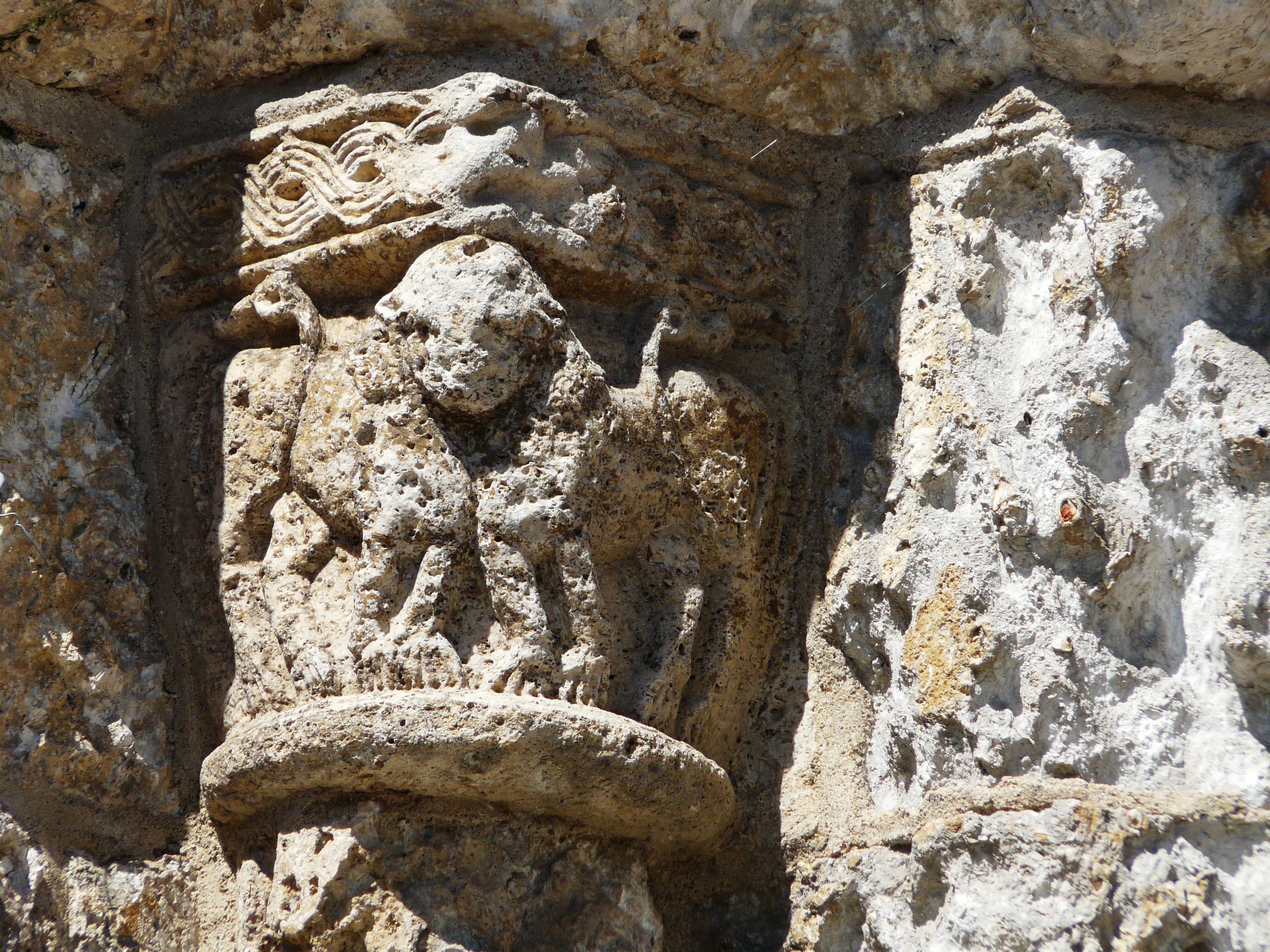
Chapiteau sculpté du portail de l'église.

## Pour approfondir